# Bașcalia, Basarabeasca
Bașcalia este un sat din raionul Basarabeasca, Republica Moldova, situat în sud-estul țării, la aproximativ 100 km de capitala Chișinău. Are aproximativ 2.500 de locuitori vorbitori de limba română.

## Geografie
Clima este continentală sud-est-europeană, caracterizată prin veri calde și uscate, precum și ierni geroase cu zăpadă.
Activitatea economică predominantă este agricultura – culturi de grâu și podgorii cu vii pentru vinuri roșii de tip Bordeaux.

## Istoric
Satul Bașcalia a fost fondat între ultimele valuri de colonizare rusă a regiunii recent separate de Țara Moldovei - Basarabia de după 1812, ceea ce este ușor de dedus din lipsa sa în listele de așezări în 1822 și deja listat ca o colonie bulgară în 1827. Prima listă a locuitorilor din Bașcalia din 1832 conținea numele a 32 de familii, dintre care aproximativ jumătate erau bulgari, dar și munteni, moldoveni și găgăuzi.
Există mai multe legende despre numele său. Se spune că numele regiunii este derivat din bășcălie, un adjectiv românesc care poate însemna disonant sau dezordonat, iar povestea spune că în stadiul său inițial, satul a fost format din imigranți din diferite regiuni, vorbind limbi și dialecte diferite. Erau predominant bulgari în procesul colonizării Basarabiei de către Imperiul Rus, dar și alte etnii care pretindeau că sunt bulgari, pentru a beneficia de pământ oferit și protecție împotriva otomanilor, cum ar fi transdunărenii - români din Dobrogea și Muntenia, găgăuzi sau turcii creștinați, moldovenii fugari de la boierii din nordului Basarabiei, etc. Acest lucru este confirmat de etimologia numelor din listele primului recensământ al regiunii din 1932: Tarlev și Zlatov – bulgari, Iabangi și Demergi – găgăuzi, Vornic – români, etc.
O altă vorbă spune că grupul etnic predominant al coloniștilor bulgari, la întemeierea localității au adus numele satului lor natal - Bașcalia din Okrugul Varna al Bulgariei secolului al XIX-lea – de pe coasta de vest a Mării Negre, care se afla sub lupte crâncene între imperiile rus și otoman.
Al treilea scenariu este că coloniștii nou stabiliți și-au dezvoltat noua așezare pe o bașcă – un substantiv tătar pentru locul cu grădini (discutabil), aparținând unui sat tătar care a existat aici anterior, dar care a fost represat de ruși și deportat mai în adâncul imperiului țarist.
În prezent, Bașcalia este puternic afectată de migrațiune, scăzând de la aproximativ 5000 de locuitori în 1995, la aproximativ 2800 în 2014. Între timp, majoritatea bașcalienilor au migrat în capitala Chișinău, spre Italia, Franța, Germania și Rusia.

## Demografie
Structură etnică
     moldoveni (98,39%)
     ucraineni (0,15%)
     ruși (0,28%)
     găgăuzi (0,92%)
     bulgari (0,03%)
     alte etnii / nedeclarată (0,23%)
Conform datelor recensământului din 2004, populația satului este de 3.903 locuitori, dintre care 1.953 (50,04%) bărbați și 1.950 (49,96%) femei. Structura etnică a populației în cadrul satului arată astfel:
- moldoveni — 3.840;
- ucraineni — 6;
- ruși — 11;
- găgăuzi — 36;
- bulgari — 1;
- altele / nedeclarată — 9.

## Administrație și politică
Componența Consiliului local Bașcalia (13 consilieri), ales la 5 noiembrie 2023, este următoarea:
|  | Partid                                       | Consilieri | Componență | Componență | Componență | Componență | Componență | Componență | Componență |
|  | -------------------------------------------- | ---------- | ---------- | ---------- | ---------- | ---------- | ---------- | ---------- | ---------- |
|  | Platforma Demnitate și Adevăr                | 7          |            |            |            |            |            |            |            |
|  | Candidat independent ION BORDAN              | 1          |            |            |            |            |            |            |            |
|  | Partidul Acțiune și Solidaritate             | 2          |            |            |            |            |            |            |            |
|  | Partidul Socialiștilor din Republica Moldova | 1          |            |            |            |            |            |            |            |
|  | Candidat independent ION POPOV               | 1          |            |            |            |            |            |            |            |
|  | Partidul Social Democrat European            | 1          |            |            |            |            |            |            |            |

## Personalități originare din Bașcalia
- Dumitru Diacov - politician, președinte al Parlamentului Republicii Moldova în anii 1998–2001
- Vasile Tarlev - politician, prim-ministru al Republicii Moldova în anii 2001–2008